# Haralambie Ivanov
Haralambie Ivanov   (Crișan, 23 de febrer de 1941 - Crișan, 22 d'agost de 2004) fou un piragüista romanès que va competir durant la dècada de 1960.
El 1964 va prendre part en els Jocs Olímpics d'Estiu de Tòquio, on fou quart en la prova del K-2 1.000 metres del programa de piragüisme. Quatre anys més tard, als Jocs de Ciutat de Mèxic, guanyà la medalla de plata en la prova del K-4 1.000 metres. Va formar equip amb Anton Calenic, Dimitrie Ivanov i Mihai Ţurcaş.
En el seu palmarès també destaquen sis medalles al Campionat del Món de piragüisme en aigües tranquil·les, tres d'or i una de plata el 1963 i una d'or i una de bronze el 1966; així com cinc medalles d'or i una de plata al Campionat d'Europa.